# Tetragnatha insularis
Tetragnatha insularis este o specie de păianjeni din genul Tetragnatha, familia Tetragnathidae, descrisă de Okuma, 1987. Conform Catalogue of Life specia Tetragnatha insularis nu are subspecii cunoscute.